# George Eads
George Coleman Eads III, född 1 mars 1967 i Fort Worth, Texas, är en amerikansk skådespelare. Eads är kanske mest känd för att spela karaktären Nick Stokes i TV-serien CSI. Eads har bland annat också medverkat i tre avsnitt av Cityakuten, där han spelade en rival till George Clooneys rollfigur.

## Uppväxt
Eads gick på Belton High School, där han gick ut 1985 och fortsatte därefter att studera marknadsföring på Texas Tech University. Därifrån utexmaminerades han 1998.

## Karriär
Eads inledde sin skådespelarkarriär genom att låna sin styvfars bil och köra till Los Angeles. Där fick han så småningom sitt genombrott i TV-serien Savannah. Trots att karaktären han spelade omkom i ett avsnitt, var Eads så populär att producenterna fortsatte att använda Eads och hans karaktär i återblickar, och så småningom kom Eads tillbaka, då i rollen som karaktärens tvilling.
Efter Savannah gästspelade Eads i Cityakuten och arbetade med ett antal TV-filmer. När CSI 2000 drog igång sin produktion fick Eads rollen som Nick Stokes, en av huvudkaraktärerna i TV-serien. Parallellt med inspelningarna av CSI har Eads fortsatt medverkat i flera TV-filmer.

## Filmografi
Macgyver
(2016)
- Evel Knievel (2004)
- Monte Walsh (2003)
- Second String (2002)
- Just a Walk in the Park (2002)
- CSI: Crime Scene Investigation (2000) TV-serie
- Grapevine (2000) TV-serie
- Ondskans källa (2000)
- Farlig skönhet (1997)
- Den sista lögnen (1996)
- Savannah (1996) TV-serie
- Dust to Dust (1994)